# 티팟 작전
티팟 작전(영어: Operation Teapot)은 1955년 상반기에 네바다 핵 실험장에서 수행된 14회의 핵실험 시리즈이다. 이 작전 이전에는 캐슬 작전이 있었고, 이후에는 위그웜 작전이 이어졌다. 위그왐은 행정적으로 티팟의 일부였으나, 일반적으로 그 자체로 분류된다. 이 작전의 목표는 핵전장에서 지상군의 군사 전술을 확립하고 전략적 투발에 사용되는 핵무기를 개선하는 것이었다.

## 개별 폭발

### 와스프
와스프 폭발 중, 지상군은 Exercise Desert Rock VI에 참가했으며, 여기에는 여전히 형성 중인 버섯 구름 아래에서 지표면으로부터 900m 이내로 이동한 기갑 태스크포스 레이저가 포함되었다.

### 비
미국 해병대의 증강된 시험 부대는 1955년 3월 훈련 중 비 폭발에 참여했다.

### MET
MET는 우라늄-233(토륨-232 중성자 흡수 생성물인 드물게 사용되는 핵분열성 동위 원소)과 플루토늄을 포함한 최초의 폭탄 코어였다. 이는 1951년 버스터-쟁글 작전 이지 테스트에서 사용된 마크 7 핵폭탄 디자인의 프로토타입인 TX-7E의 플루토늄/우라늄-235 피트에 기반을 두었다. 이는 22kt의 위력(나가사키에 폭발한 팻 맨 플루토늄 전용 무기와 비슷)을 발생시켰으나, 예상보다 훨씬 적었다. 군사 효과 시험이었기 때문에 국방부는 장치가 정격의 10% 이내에서 보정된 위력을 가져야 한다고 명시했다. 그러나 로스 앨러모스의 무기 설계자들은 국방부에 알리지 않고 실험 코어를 교체했다. 국방부 예상보다 33% 낮은 예상치 못한 위력은 많은 군사 시험을 망쳤다.

### 애플-2
1955년 5월 5일의 민방위 애플-2 폭발은 핵폭발에 대한 다양한 건축물 유형을 시험하기 위한 것이었다. 주택과 변전소를 포함한 다양한 건물이 일부는 "서바이벌 타운"이라고 불리고 다른 일부는 "둠 타운"이라고 불리는 부지에 건설되었다. 건물에는 마네킹이 배치되었고 다양한 종류의 통조림 및 포장 식품이 채워졌다. 모든 건물이 폭발로 파괴된 것은 아니며, 일부는 여전히 네바다 핵 실험장 Area 1에 남아있다. "오퍼레이션 큐"라고 불리는 폭발에 대한 짧은 영화가 연방 민방위청에 의해 배포되었다. 주택들은 도로 루프의 동쪽과 서쪽 끝에 북위 37° 02′ 41″ 서경 116° 04′ 27″ / 북위 37.04476°  서경 116.07416° 에 여전히 서 있다. 이들은 네바다 국가 안보 지대 (NNSS) 투어의 정류장이다.
1956년 2월부터 5월까지의 기밀 해제된 문서에 따르면, 티팟 작전 프로젝트 35.5 "핵폭발이 기록 및 기록 저장 장비에 미치는 영향"의 일환인 애플-2 폭발은 핵폭발이 다양한 유형의 기록 및 기록 저장 장비에 미치는 영향을 결정하기 위해 네바다 핵 실험장에서 수행되었다.

## 티팟 시리즈 시험
| 이름          | 날짜 시간 (UT)             | 현지 시간대 | 위치                                                                          | 고도 + 높이                                   | 운반          | 목적      | 장치                    | 위력   | 방출                                  | 참조                            | 비고 |
| ------------- | -------------------------- | ----------- | ----------------------------------------------------------------------------- | --------------------------------------------- | ------------- | --------- | ----------------------- | ------ | ------------------------------------- | ------------------------------- | --- |
| 와스프        | 1955년 2월 18일 19:59:59.2 | PST (−8 h)  | NTS Area 7 북위 37° 05′ 12″ 서경 116° 01′ 22″ / 북위 37.0866° 서경 116.0228°  | 1,268 m (4,160 ft) + 230 m (750 ft)           | 자유 낙하     | 무기 개발 |                         | 1 kt   | I-131 방출 감지, 160 kCi (5,900 TBq)  | [ 7 ] [ 8 ] [ 9 ] [ 10 ]        | 방공 시험. 경량 내폭 시스템, 120 lb (54 kg) 및 22 in (560 mm) 가로. 예측보다 낮은 위력. 데저트 록 VI.                                           |
| 모스          | 1955년 2월 22일 13:00:45.0 | PST (−8 h)  | NTS Area 3 북위 37° 02′ 52″ 서경 116° 01′ 19″ / 북위 37.0477° 서경 116.022°   | 1,230 m (4,040 ft) + 90 m (300 ft)            | 타워          | 무기 개발 | XW-30 ?                 | 2 kt   | I-131 방출 감지, 320 kCi (12,000 TBq) | [ 7 ] [ 8 ] [ 9 ] [ 10 ] [ 11 ] | XW30 방공 탄두의 검증 시험. ENS (외부 중성자원) '지퍼' 시동기 사용. 데저트 록 VI.                                                               |
| 테슬라        | 1955년 3월 1일 13:00:30.3  | PST (−8 h)  | NTS Area 9b 북위 37° 07′ 32″ 서경 116° 02′ 54″ / 북위 37.1255° 서경 116.0484° | 1,282 m (4,206 ft) + 90 m (300 ft)            | 타워          | 무기 개발 | 클레오 I                | 7 kt   | I-131 방출 감지, 1.2 MCi (44 PBq)     | [ 7 ] [ 8 ] [ 9 ] [ 10 ]        | 첫 번째 성공적인 UCRL 시험; 선형 내폭, ZIPPER 시동기 사용. 데저트 록 VI.                                                                        |
| 투르크        | 1955년 3월 7일 13:00:20.2  | PST (−8 h)  | NTS Area 2 북위 37° 08′ 18″ 서경 116° 07′ 06″ / 북위 37.1383° 서경 116.1184°  | 1,370 m (4,490 ft) + 150 m (490 ft)           | 타워          | 무기 개발 | XW-27D "린다" 경량 보조 | 43 kt  | I-131 방출 감지, 6.4 MCi (240 PBq)    | [ 7 ] [ 8 ] [ 9 ] [ 10 ]        | XW-27 등급 D, 경량 열핵탄의 일차 단계 시험, XW-27 모형에서. 데저트 록 VI.                                                                       |
| 호넷          | 1955년 3월 12일 13:19:59.8 | PST (−8 h)  | NTS Area 3a 북위 37° 02′ 25″ 서경 116° 01′ 34″ / 북위 37.0402° 서경 116.0261° | 1,224 m (4,016 ft) + 90 m (300 ft)            | 타워          | 무기 개발 | XW-30 ?                 | 4 kt   | I-131 방출 감지, 620 kCi (23,000 TBq) | [ 7 ] [ 8 ] [ 9 ] [ 10 ] [ 11 ] | 부스트된 XW-30. 밀폐형 피트 D-T 가스 부스트 설계, ZIPPER 시동기 포함.                                                                           |
| 비            | 1955년 3월 22일 13:04:59.9 | PST (−8 h)  | NTS Area 7 북위 37° 05′ 41″ 서경 116° 01′ 29″ / 북위 37.0947° 서경 116.0248°  | 1,294 m (4,245 ft) + 150 m (490 ft)           | 타워          | 무기 개발 | XW-25 ?                 | 8 kt   | I-131 방출 감지, 1.2 MCi (44 PBq)     | [ 7 ] [ 8 ] [ 9 ] [ 10 ] [ 11 ] | LASL 밀폐형 피트 D-T 가스 부스트 설계, ZIPPER 시동기 포함. 데저트 록 VI.                                                                        |
| ESS           | 1955년 3월 23일 20:00:30.0 | PST (−8 h)  | NTS Area 10 북위 37° 10′ 06″ 서경 116° 02′ 41″ / 북위 37.1683° 서경 116.0448° | 1,298 m (4,259 ft) - 20 m (66 ft)             | 크레이터 형성 | 무기 효과 | Mk-6 HE                 | 1 kt   | I-131 방출 감지, 140 kCi (5,200 TBq)  | [ 7 ] [ 8 ] [ 9 ] [ 10 ] [ 11 ] | "지하 효과". ADM (핵 지뢰) 시험. 데저트 록 VI.                                                                                                  |
| 애플-1        | 1955년 3월 29일 12:00:55.1 | PST (−8 h)  | NTS Area 4 북위 37° 05′ 44″ 서경 116° 06′ 13″ / 북위 37.0955° 서경 116.1037°  | 1,317 m (4,321 ft) + 150 m (490 ft)           | 타워          | 무기 개발 |                         | 14 kt  | I-131 방출 감지, 2 MCi (74 PBq)       | [ 7 ] [ 8 ] [ 9 ] [ 10 ]        | 1차 실패; 예상 40 kt. 데저트 록 VI. |
| 와스프 프라임 | 1955년 3월 29일 17:59:54.8 | PST (−8 h)  | NTS Area 7 북위 37° 05′ 12″ 서경 116° 03′ 31″ / 북위 37.0866° 서경 116.0586°  | 1,261 m (4,137 ft) + 230 m (750 ft)           | 자유 낙하     | 무기 개발 |                         | 3.2 kt | I-131 방출 감지, 450 kCi (17,000 TBq) | [ 7 ] [ 8 ] [ 9 ] [ 10 ]        | 와스프 반복. 데저트 록 VI. |
| HA            | 1955년 4월 6일 18:00:04.1  | PST (−8 h)  | NTS Area 1 북위 37° 01′ 43″ 서경 116° 03′ 31″ / 북위 37.0286° 서경 116.0586°  | 1,280 m (4,200 ft) + 11.16 킬로미터 (6.93 mi) | 낙하산        | 무기 효과 |                         | 3.2 kt | I-131 방출 감지, 450 kCi (17,000 TBq) | [ 7 ] [ 8 ] [ 9 ] [ 10 ]        | 미국 본토 상공에서 마지막 공중 투하. 와스프 프라임과 유사한 공대공 미사일 탄두의 "고고도" 시험; 낙하산 지연 (NTS에서 유일).                     |
| 포스트        | 1955년 4월 9일 12:00:30.2  | PST (−8 h)  | NTS Area 9 북위 37° 07′ 21″ 서경 116° 02′ 05″ / 북위 37.1226° 서경 116.0347°  | 1,294 m (4,245 ft) + 90 m (300 ft)            | 타워          | 무기 개발 | 클레오 II               | 2 kt   | I-131 방출 감지, 340 kCi (13,000 TBq) | [ 7 ] [ 8 ] [ 9 ] [ 10 ]        | LLNL 선형 내폭. ENS 개시. |
| MET           | 1955년 4월 15일 19:00:15.3 | PST (−8 h)  | NTS Area 5 북위 36° 47′ 53″ 서경 115° 55′ 47″ / 북위 36.798° 서경 115.9298°   | 940 m (3,080 ft) + 120 m (390 ft)             | 타워          | 무기 효과 |                         | 22 kt  | I-131 방출 감지, 3.1 MCi (110 PBq)    | [ 7 ] [ 8 ] [ 9 ] [ 10 ] [ 11 ] | "군사 효과 타워". 표준 효과 시험으로 예상되었으나, LASL은 비밀리에 실험용 U233/Pu 코어를 대체하여 예상 위력의 3분의 1을 미달했다. 데저트 록 VI. |
| 애플-2        | 1955년 5월 5일 12:00:10.0  | PST (−8 h)  | NTS Area 1 북위 37° 03′ 11″ 서경 116° 06′ 12″ / 북위 37.053° 서경 116.1034°   | 1,294 m (4,245 ft) + 150 m (490 ft)           | 타워          | 무기 개발 |                         | 29 kt  | I-131 방출 감지, 4.1 MCi (150 PBq)    | [ 7 ] [ 8 ] [ 9 ] [ 10 ]        | 애플-1 재시도. 데저트 록 VI. 오퍼레이션 큐, 민방위 훈련.                                                                                        |
| 주키니        | 1955년 5월 15일 11:59:59.9 | PST (−8 h)  | NTS Area 7 북위 37° 05′ 41″ 서경 116° 01′ 29″ / 북위 37.0947° 서경 116.0248°  | 1,294 m (4,245 ft) + 150 m (490 ft)           | 타워          | 무기 개발 |                         | 28 kt  | I-131 방출 감지, 4 MCi (150 PBq)      | [ 7 ] [ 8 ] [ 9 ] [ 10 ]        | 클래스 D 일차/이차 시스템 시험. |

표 비고:
1. ↑  미국, 프랑스, 영국은 시험 이벤트를 코드명으로 지정한 반면, 소련과 중국은 그렇지 않아 시험 번호만 가지고 있다 (일부 예외 - 소련의 평화적 폭발은 이름이 붙여졌다). 이름이 고유 명사가 아닌 한 괄호 안의 단어 번역은 영어이다. 대시 다음에 오는 숫자는 일제사격 이벤트의 구성원을 나타낸다. 미국은 때때로 그러한 일제사격 시험의 개별 폭발에도 이름을 붙여 "이름1 - 1(이름2 포함)"이 된다. 시험이 취소되거나 중단된 경우, 날짜 및 위치와 같은 행 데이터는 알려진 경우 의도된 계획을 공개한다.
2. ↑  UT 시간을 표준 현지 시간으로 변환하려면 괄호 안의 시간을 UT 시간에 더하고, 현지 서머 타임의 경우 1시간을 추가한다. 결과가 00:00 이전이면 24시간을 더하고 날짜에서 1을 뺀다. 24:00 이후이면 24시간을 빼고 날짜에 1을 더한다.
3. ↑  대략적인 지명 및 위도/경도 참조. 로켓 운반 시험의 경우, 알려진 경우 폭발 위치 이전에 발사 위치가 지정된다. 일부 위치는 매우 정확하며, 다른 위치(예: 공중 투하 및 우주 폭발)는 상당히 부정확할 수 있다. "~"는 해당 지역의 다른 시험과 공유되는 예상되는 형식상의 대략적인 위치를 나타낸다.
4. ↑  고도는 해발고도 대비 폭발 지점 바로 아래의 지면 높이이며, 높이는 타워, 풍선, 샤프트, 터널, 공중 투하 또는 기타 장치에 의해 추가되거나 제거되는 추가 거리이다. 로켓 폭발의 경우 지면 높이는 "해당 없음"이다. 어떤 경우에는 높이가 절대적인지 또는 지면에 대한 상대적인지 불분명하다(예: 플럼밥/존). 숫자나 단위가 없으면 값이 알 수 없음을 의미하고, "0"은 0을 의미한다. 이 열의 정렬은 고도와 높이를 합한 값으로 한다.
5. ↑  대기, 공중 투하, 풍선, 총, 순항 미사일, 로켓, 지표, 타워, 바지선은 모두 부분적 핵실험 금지 조약에 의해 금지된다. 밀폐된 수직갱과 터널은 지하이며 PTBT 하에서 유용하게 남아 있었다. 의도적인 분화구 형성 시험은 경계선에 있으며, 조약 하에서 발생했지만 때로는 항의를 받았고 일반적으로 시험이 평화적 목적으로 선언된 경우 간과되었다.
6. ↑  무기 개발, 무기 효과, 안전 시험, 운송 안전 시험, 전쟁, 과학, 공동 검증 및 산업/평화적 목적을 포함하며, 더 세분화될 수 있다.
7. ↑  알려진 시험 품목의 지정, "?"는 이전 값에 대한 불확실성을 나타내고, 특정 장치의 별명은 따옴표로 묶는다. 이 정보 범주는 종종 공식적으로 공개되지 않는다.
8. ↑  톤, 킬로톤, 메가톤(모두 미터법 단위)으로 추정된 에너지 위력.
9. ↑  알려진 경우 대기로의 방출. 측정된 종은 요오드-131만 언급된 경우이고, 그렇지 않으면 모든 종이다. 항목이 없으면 알 수 없음을 의미하며, 지하인 경우 아마도 없을 것이고 그렇지 않은 경우 모든 것이 방출될 것이다. 알려진 경우 현장 또는 현장 외에서 측정되었는지 여부와 방출된 방사능의 측정량을 나타내는 표기법이 있다.

## 갤러리

티팟-호넷, 4kt
티팟-비, 8kt
티팟-투르크, 43kt
티팟-투르크, 폭발 후 처음 몇 밀리초 동안의 화구 클로즈업
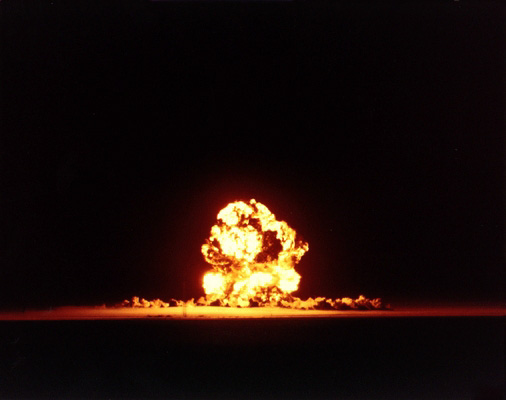
티팟-모스, 2kt
"지하 효과". ADM(핵 지뢰) 시험
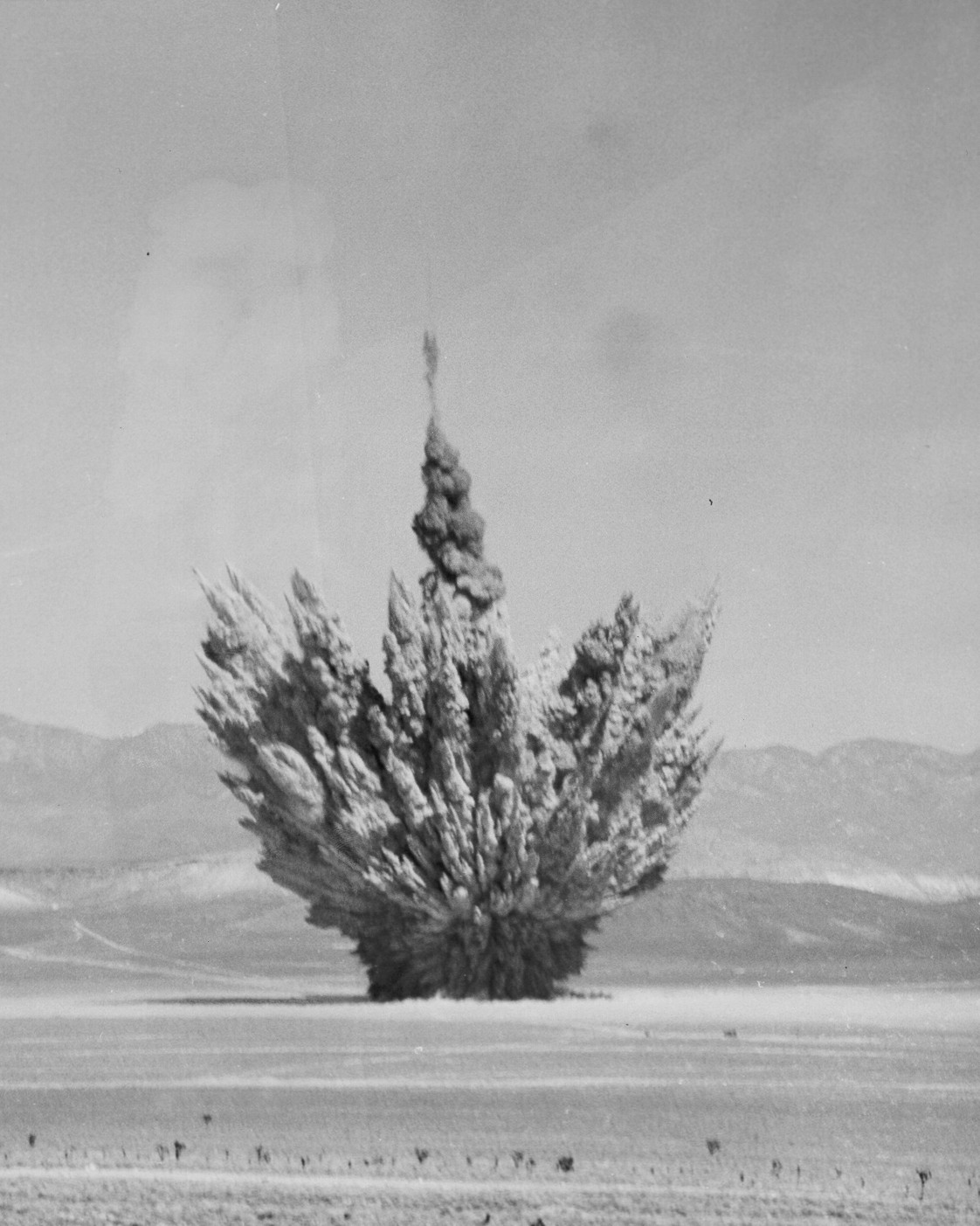
티팟-ESS, 1kt
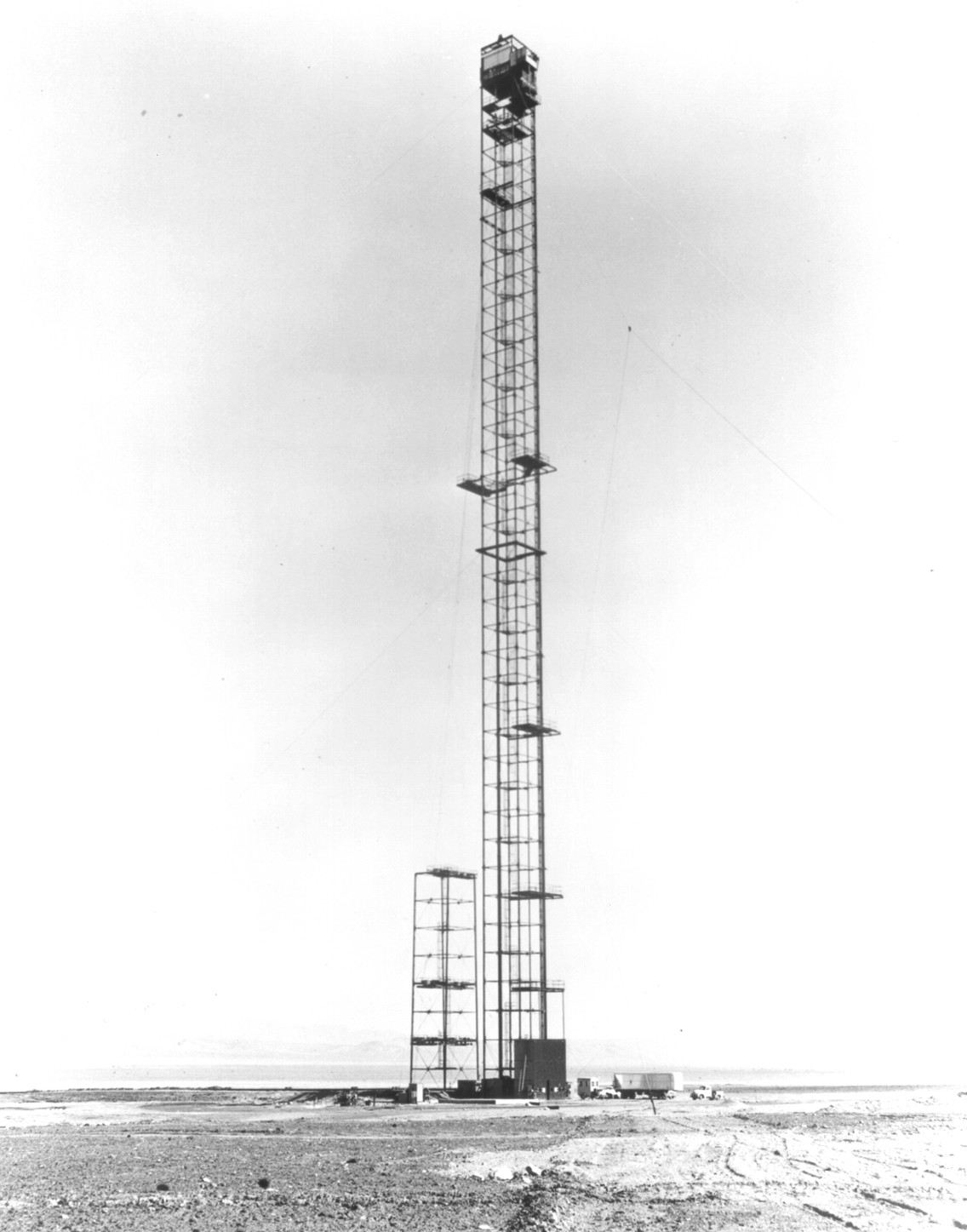
티팟 테스트의 폭발 타워 중 하나, 장치 미상
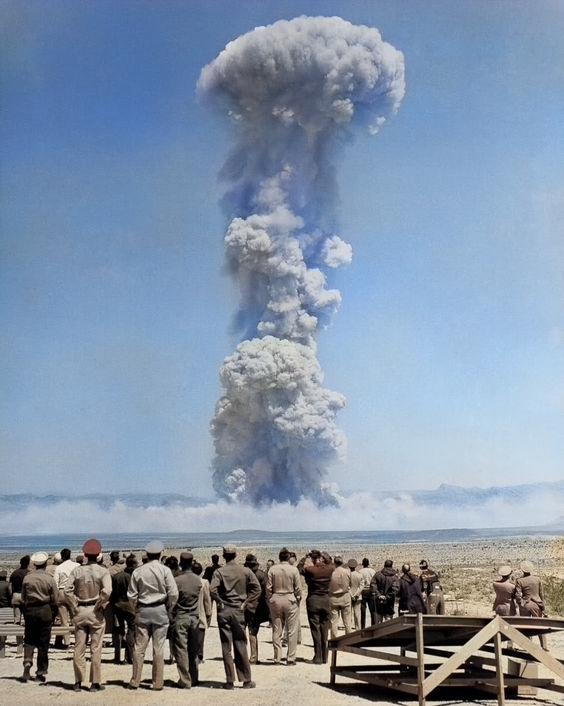
티팟-MET(군사 효과 테스트), 22kt

## 같이 보기
- 미국의 핵무기 실험 목록